# Donna Delizia
Donna Delizia è un romanzo di Liala, pubblicato per la prima volta nel 1944 dall'Editore Sonzogno.

## Trama
Delizia è un'attrice di rivista - nota anche col nome d'arte "Lily Sibel" - il che le ha permesso di accumulare una grande fortuna. Vive infatti in una lussuosa villa con la figlia Pervinca, nata da una relazione che ebbe a soli sedici anni, e il maggiordomo. Per tutti questi motivi è decisamente poco amata: c'è chi la invidia e chi la biasima. Di sicuro lei è tutto tranne che una persona frivola: pur non avendo trovato il grande amore, è riuscita ad allevare da sola la figlia, che ha anche frequentato un istituto scolastico privato retto da religiose. Qui Pervinca è diventata amica di una coetanea, Vanna, appartenente a una famiglia di nobili decaduti che vorrebbero vederla sposata con un cugino. Ma Vanna si ribella e tenderà ad allontanarsi dai parenti prendendo a frequentare la casa di Pervinca e sua madre, che intanto ha fatto la conoscenza di due giovani ragazzi.

## Edizioni
- Liala, Donna delizia: romanzo, Sonzogno, Milano 1944
- Liala, Donna delizia: romanzo, Sonzogno, Milano 1968
- Liala, Donna delizia: romanzo, Sonzogno, Milano 1977
- Liala, Donna delizia: romanzo, Sonzogno, Milano 1998
- Liala, Donna Delizia: romanzo, Fabbri, Milano 2001
- Liala, Donna delizia: romanzo, Sonzogno, Milano 2004